# Colin Dann
Colin Dann (* 1943 in Richmond, Großbritannien) ist ein englischer Schriftsteller.
Zunächst arbeitete er für eine große Textilfabrik, später arbeitete er dreizehn Jahre beim britischen Verlag William Collins, Sons & Co. und schrieb während dieser Zeit seinen ersten Roman Als die Tiere den Wald verließen, der auch als Zeichentrickserie verfilmt wurde.

## Werke (Auswahl)
Buchreihe: Als die Tiere den Wald verließen
- Als die Tiere den Wald verließen, 1980 Ueberreuter (The Animals of Farthing Wood, 1979)
  - Die Flucht (Escape from Danger, 1979)
  - Die Reise zum Hirschpark (The Way to White Deer Park, 1979)
- Was die Tiere im Park erlebten, 1982 Ueberreuter
  - Winter im Hirschpark (In the Grip of Winter, 1981)
  - Fuchskrieg (Fox's Feud, 1982)
- Wie die Tiere das Fürchten lernten, 1995 Ueberreuter
  - Jagd auf den roten Schatten, 1986 Ravensburger (The Fox Cub Bold, 1983)
  - Der Unbekannte, 1990 Ravensburger (The Siege of White Deer Park, 1985)
- Als die Tiere ums Überleben kämpften, 1996 Ueberreuter
  - Der Orkan (In the Path of the Storm, 1989)
  - Kampf um den Park (Battle for the Park, 1992)
- Wo die Tiere zu Hause waren, 1997 Ueberreuter (The Adventure Begins, 1994)

Buchreihe: King of the Vagabonds
- König der Vagabunden / Der Streuner, 1990 Ravensburger (King of the Vagabonds, 1987)
- The City Cats, 1991
- Copycat, 1997

Buchreihe: The Lions of Lingmere
- Journey to Freedom, 2000
- Lion Country, 2001
- Pride of the Plains, 2002

Sonstige
- Der Widder, 1985 Ueberreuter (The Ram of Sweetriver, 1986)
- Die Hunde vom Strand, 1991 Ravensburger (The Beach Dogs, 1988)
- Findelkind auf vier Pfoten, 1999 Ueberreuter (Just Nuffin, 1989)
- A Great Escape, 1990
- Legacy of Ghosts, 1991
- Nobody's Dog, 1999